# Turdus litsitsirupa
El zorzal litsitsirupa (Turdus litsitsirupa) es una especie de ave paseriforme de la familia Turdidae nativa de África meridional y oriental. Anteriormente se clasificaba como el único miembro del género Psophocichla.

## Subespecies
Tiene cuatro subespecies reconocidas: P. l. litsitsirupa es la forma más meridional, se distribuye desde Namibia, Botsuana, Zimbabue y Mozambique al norte y el este de Sudáfrica. P. l. pauciguttata es nativa del sur de Angola, el norte de Namibia y el noroeste de Botsuana, mientras que P. l. stierlingae vive en una banda del norte de Angola a través del oeste de Tanzania, Malawi y el noroeste de Mozambique. La gama de P. l. simensis está separada de las otras subespecies, habita en las tierras altas de Etiopía y Eritrea. La especie habita en sabanas, pastizales y bosques abiertos.

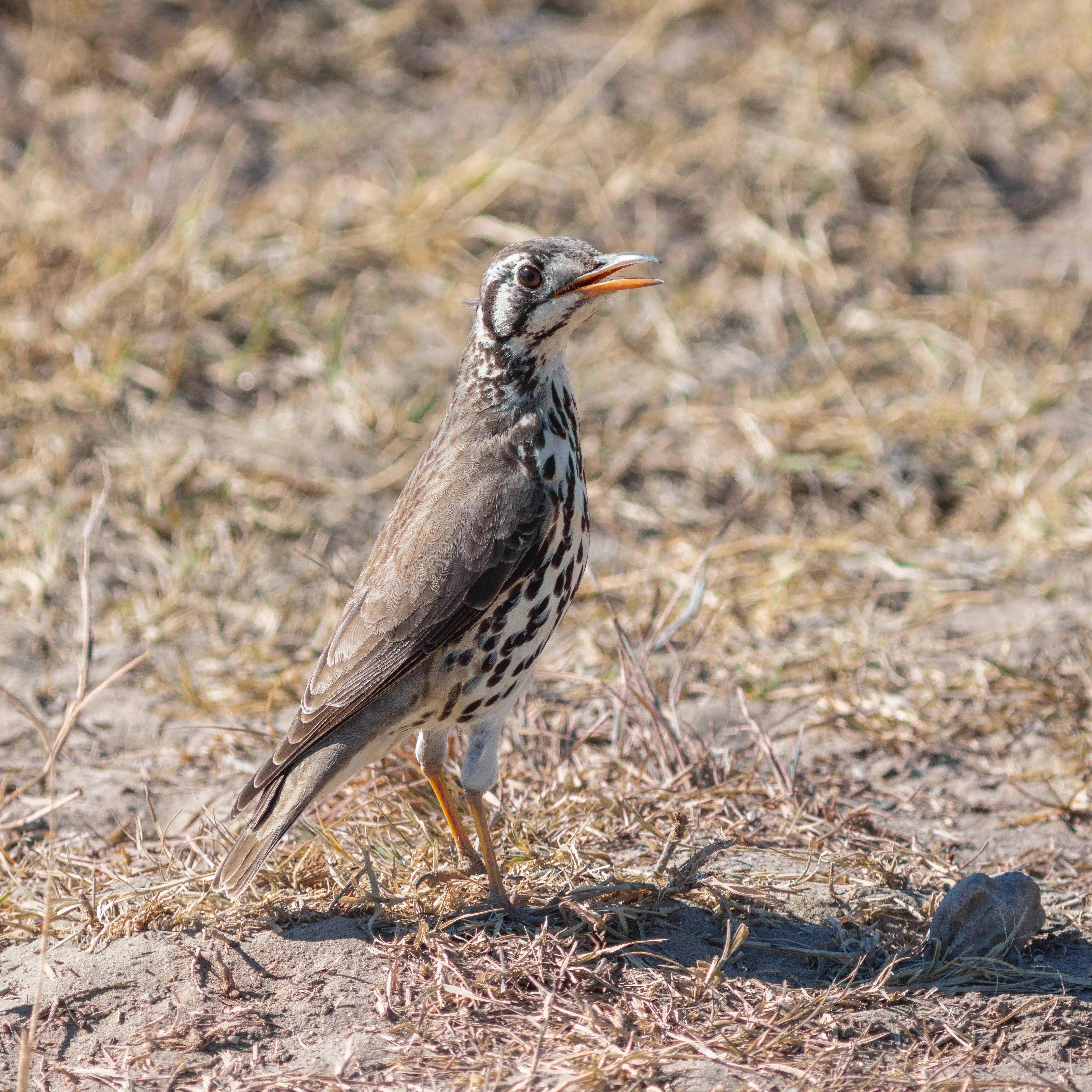
Ejemplar en Botsuana